# Moa Bay
Die Moa Bay (in der deutschen Kolonialzeit Moa-Bucht oder Mwoa-Bucht genannt) ist eine Meeresbucht an der Küste der Region Tanga Tansanias. Sie liegt etwa 11 Kilometer südlich der Grenze zu Kenia am Indischen Ozean.
Die Zufahrt zu Bucht wird durch einen etwa 6 Kilometer tiefen Einschnitt zwischen Kirui Island im Norden und der Gomani Peninsula im Süden gebildet. Bei der unmittelbar an der Küste gelegenen Siedlung Moa bildet die Bucht einen etwa vier Kilometer breiten natürlichen Hafen, in dem die Inseln Gulio Island, Gozini Island liegen. Weiterhin hat die Bucht mehrere Seitenarme, einen in Richtung Südwesten und einen zwischen dem Festland und Kirui Island Richtung Norden.
Die Bucht war bereits zur deutschen Kolonialzeit bekannt und als Hafen in Benutzung. Am Ufer der Bucht befanden sich zu dieser Zeit bereits Palmenplantagen zur Gewinnung von Kopra.